# فریمن ۴۱۵۹
سیارک ۴۱۵۹ (به انگلیسی: 4159 Freeman، نامگذاری:1989GK) چهار هزار و صد و پنجاه و نهمین سیارک کشف شده‌است که در ۵ آوریل ۱۹۸۹ کشف شد.
قدر مطلق سیارک برابر ۱۰٫۸۰ است.